# القانون المستحدث
القانون المستحدث، (يُعرف أيضًا باسم الدولة المستحدثة) هو كيان قانوني، مثل شركة، تم استحداثه بموجب القانون. قد تتضمن القوانين المستحدثة البلديات أو العلاقات والكيانات القانونية المصطنعة الأخرى. وهكذا، عندما يقتضي القانون بشكل ما تشكيل هيئة اعتبارية – غالبًا لغايات حكومية – وعند تشكيلها تُعرف هذه الهيئات باسم «القانون المستحدث». يتم التعبير عن نفس المفهوم أيضًا بعبارة «الدولة المستحدثة».
مصطلح «القانون المستحدث» هو الأكثر شيوعًا في الولايات المتحدة. في المملكة المتحدة، يطلق على هذه الهيئات ببساطة بالشركات القانونية (أو الهيئات القانونية) وبشكل عام لها بعض الوظائف الحكومية. تمثل هيئة الطاقة الذرية في المملكة المتحدة مثالًا على ذلك. بمنظور أوسع، يتم إنشاء معظم الشركات في المملكة المتحدة بموجب القانون منذ قانون الشركات لعام 1985 الذي يحدد كيفية إنشاء شركة من قبل عضو الجمهور، ولكن لا يُطلق على هذه الشركات مسمى «الشركات القانونية». غالبًا، في الوثائق القانونية والتجارية الأمريكية التي تتحدث عن الهيئات الإدارية (على سبيل المثال، المجلس الذي يحكم الشركات الصغيرة في الصين) توصف هذه الهيئات بأنها «قوانين مستحدثة» لإعلام القراء بأصولها وشكلها على الرغم من أن الحكومات الوطنية التي أنشأتها قد لا تصفها بالقوانين المستحدثة. تستخدم أستراليا أيضًا مصطلح «القانون المستحدث» لوصف بعض الهيئات الحكومية.
تكمن أهمية هيئة الشركة، بغض النظر عن وظيفتها الأساسية، عندما تكون هذه الهيئة قانون مستحدث والتي يمكن لوظائفها النشطة أن تكون فقط ضمن النطاق المفصل في القانون الذي أنشاء تلك الشركة. وبالتالي، فإن القانون المستحدث هو المظهر الملموس للوظائف أو العمل الموصوف بواسطة قانون معين. يعد اختصاص الهيئة قانون مستحدث وبالتالي هو أيضًا يقتصر على النطاق الوظيفي المكتوب في القوانين التي أنشأت تلك الهيئة. على عكس معظم الهيئات الاعتبارية (الخاصة)، لا يمكن للقوانين المستحدثة أن توسع مصالحها التجارية في مختلف المجالات المتنوعة الأخرى.